# Consuelo Varela Bueno
Consuelo Varela Bueno (Granada, 9 de diciembre de 1945) es una historiadora española experta en temas americanos y en Cristóbal Colón.

## Biografía
Realizó en la Universidad de Sevilla su tesis de licenciatura en 1984 y finalizó el doctorado en 1986.
Es profesora de investigación en la Escuela de Estudios Hispano Americanos (EEHA) de Sevilla, dependiente del Consejo Superior de Investigaciones Científicas (CSIC), desde 1990, del que ha sido directora durante el período de 1993 a 2000. Se ha especializado en Cristóbal Colón, en los primeros años del descubrimiento de América, y en los viajes españoles por el Pacífico.
También ha dirigido los Reales Alcázares de Sevilla, siendo la primera mujer que ha desempeñado el puesto. Le fue concedida, a propuesta del alcalde de Sevilla Alfredo Sánchez Monteseirín, la medalla de la ciudad en 2009.
Dentro de su actividad docente ha impartido cursos y seminarios por numerosas universidades, tanto españolas como extranjeras.
Es miembro del consejo de redacción de varias publicaciones, entre ellas la Revista de Indias y de la colección de monografías Biblioteca Americana (CSIC, Madrid, España), así como de la Colonial Latin American Rewiew (Washington, Estados Unidos).
Está casada con Juan Gil Fernández, catedrático de la Universidad de Sevilla y académico (sillón e) de la Real Academia Española. En septiembre de 2024, ambos recibieron el Premio Manuel Clavero en reconocimiento a su labor docente y de investigación.

## Obra
En el aspecto divulgativo tiene publicados más de un centenar de artículos y de una docena de libros, algunos de ellos traducidos a varios idiomas.

### Libros
- Varela Bueno, Consuelo (1988). Colón y los florentinos. España: Alianza. ISBN 9788420642222. OCLC 1024442101..
- Varela Bueno, Consuelo (1997). Cristóbal Colón : retrato de un hombre. España: Altaya. ISBN 9788448709099. OCLC 431796197.
- Americo Vespucci, Roma-Caracas, 1999.
- Brevísima relación de la Destrucción de las Indias, Madrid, 2000.
- Varela Bueno, Consuelo (2006). Cristóbal Colón: de corsario a almirante. España: Círculo de lectores. ISBN 9788467217841. OCLC 433903093.
- Varela Bueno, Consuelo (2013). La caída de Cristóbal Colón: el juicio de Bobadilla. España: Marcial Pons Ediciones Historia. ISBN 9788415817338. OCLC 935743978.[4]
- Varela Bueno, Consuelo (2010). Cristóbal Colón y la construcción de un mundo nuevo : estudios, 1983-2008. Santo Domingo: Archivo General de la Nación Santo Domingo. ISBN 9789945020984. OCLC 864135074.
- Varela Bueno, Consuelo (1989). Amérigo Vespucci : un nombre para el Nuevo Mundo. España: Anaya. ISBN 9788420734590. OCLC 1186940008.
- Varela Bueno, Consuelo (2006). El último viaje de Cristóbal Colón. España: Ediciones Destino. ISBN 9788423338160. OCLC 981307498.
- Varela Bueno, Consuelo (1986). Temas colombinos. España: Escuela de Estudios Hispano-Americanos. ISBN 9788400058968. OCLC 1378847251.
- Varela Bueno, Consuelo (1997). Textos y documentos completos ; Nuevas cartas. España: Alianza. OCLC 634998102.

### Artículos
- «Colón en Jamaica. La carta de 1504». En: Oriente e Occidente tra Medioevo ed Etá Moderna. Studi in onore di Geo Pistarino, págs. 1215-1232. Génova, 1997.
- Francisco de Miranda y sus libros. De España a Jamaica. (1771-1783). En: Entre Puebla y Sevilla. Homenaje a J. Antonio Calderón. Sevilla, 1997.
- O Controllo das Rotas do Bacalhau nos séculos XV e XVI. Oceanos, 1. Lisboa, 2001.
- El taller historiográfico colombino. Silva. Estudios de Humanismo y Tradición Clásica, 1. León, Universidad de León, 2002.
- La imagen de Colón en los cronistas. En: GONZÁLEZ Sánchez,Carlos Alberto; VILA Vilar, Enriqueta: Grafías del imaginario. Representaciones culturales en España y América (siglos XVI-XVIII), 641 págs. Fondo de Cultura Económica, México, 2003. ISBN 9681669584.
- El Cristóbal Colón de Washington Irving. En: Washington Irving en Andalucía, Antonio Garnica, ed.,  Fundación Lara. Sevilla, 2003.
- Alcune considerazioni su Cristoforo Colombo nella poesia italiana del XVI secolo. En: Descubrir el Levante por el Poniente. Convegno Internazionale di Studi, edic. L. Gallinari, Cagliari, 2003.